# パウロ・ルーカス・サントス・ジ・パウラ
パウリーニョ（Paulinho）こと、パウロ・ルーカス・サントス・ジ・パウラ（Paulo Lucas Santos de Paula 、1997年1月8日 - ）は、ブラジル・リオデジャネイロ出身のプロサッカー選手。サウジ・プロフェッショナルリーグ・アル・シャバブ・リヤド所属。ポジションは、ミッドフィールダー。

## クラブ歴
2017年9月30日、4-3で勝利したホームのCDサンタ・クララ戦でリーガプロデビューを果たした。2019年7月19日、ボアヴィスタとプロ契約を結んだ。